# Lu Jiajing
Lu Jiajing (chinesisch 逯佳境, Pinyin Lù Jiājìng; * 18. November 1989 in Anshan, Liaoning) ist eine chinesische Tennisspielerin.

## Karriere
Lu, die im Alter von sechs Jahren mit dem Tennissport begann, gewann auf ITF-Turnieren bereits 19 Einzel- und 28 Doppeltitel.

## Turniersiege

### Einzel
| Nr. | Datum              | Turnier     | Kategorie   | Belag             | Finalgegnerin          | Ergebnis       |
| --- | ------------------ | ----------- | ----------- | ----------------- | ---------------------- | -------------- |
| 1.  | 24. August 2008    | Khon Kaen   | ITF $10.000 | Hartplatz         | Venise Chan            | 6:3, 6:4       |
| 2.  | 31. August 2008    | Nonthaburi  | ITF $10.000 | Hartplatz         | Yang Yi                | 6:3, 6:4       |
| 3.  | 21. August 2011    | Middelkerke | ITF $10.000 | Hartplatz         | Donna Vekić            | 6:4, 7:64      |
| 4.  | 18. Dezember 2011  | Pune        | ITF $10.000 | Hartplatz         | Nicha Lertpitaksinchai | 6:3, 6:2       |
| 5.  | 13. Mai 2012       | Tarakan     | ITF $25.000 | Hartplatz (Halle) | Nudnida Luangnam       | 6:2, 0:6, 6:2  |
| 6.  | 9. Dezember 2012   | Jakarta     | ITF $10.000 | Hartplatz         | Ayu-Fani Damayanti     | 1:6, 6:4, 7:5  |
| 7.  | 7. Juli 2013       | Bangkok     | ITF $10.000 | Hartplatz         | Zhang Ling             | 7:66, 7:5      |
| 8.  | 14. Juli 2013      | Bangkok     | ITF $10.000 | Hartplatz         | Katherine Westbury     | 5:7, 6:3, 6:3  |
| 9.  | 21. September 2014 | Petingen    | ITF $10.000 | Hartplatz (Halle) | Michaela Hončová       | 6:1 Aufgabe    |
| 10. | 12. April 2015     | Antalya     | ITF $10.000 | Hartplatz         | Anna Kalinskaja        | 6:2, 6:0       |
| 11. | 31. Mai 2015       | Balikpapan  | ITF $25.000 | Hartplatz         | Miyu Katō              | 6:4, 6:4       |
| 12. | 25. Oktober 2015   | Bangkok     | ITF $15.000 | Hartplatz         | Kamonwan Buayam        | 7:63, 5:7, 6:3 |
| 13. | 25. Dezember 2016  | Navi Mumbai | ITF $25.000 | Hartplatz         | Tamara Zidanšek        | 6:3, 6:1       |
| 14. | 9. Juli 2017       | Amarante    | ITF $15.000 | Hartplatz         | Ana Veselinović        | 6:4, 6:4       |
| 15. | 22. Oktober 2017   | Hamamatsu   | ITF $25.000 | Teppich           | Miyabi Inoue           | 6:3, 6:3       |
| 16. | 20. Mai 2018       | Wuhan       | ITF $25.000 | Hartplatz         | Yuan Yue               | 2:6, 6:4, 6:3  |
| 17. | 14. Juli 2019      | Ulanqab     | ITF W25     | Hartplatz         | Yuan Yue               | 6:79, 6:3, 6:3 |
| 18. | 17. November 2019  | Gwalior     | ITF W25     | Hartplatz         | Sopia Schapatawa       | 7:5, 6:2       |
| 19. | 29. Juni 2025      | Hongkong    | ITF W15     | Hartplatz         | Anchisa Chanta         | 6:1, 6:1       |

### Doppel
| Nr. | Datum              | Turnier              | Kategorie   | Belag             | Partnerin               | Finalgegnerinnen                             | Ergebnis          |
| --- | ------------------ | -------------------- | ----------- | ----------------- | ----------------------- | -------------------------------------------- | ----------------- |
| 1.  | 11. Juli 2009      | Shenzhen             | ITF $10.000 | Hartplatz         | Ou Xuanshuo             | Hu Yueyue Yuan Yue                           | 6:1, 6:1          |
| 2.  | 25. September 2010 | Makinohara           | ITF $25.000 | Teppich           | Lu Jia Xiang            | Kao Sho-yuan Wang Qiang                      | 7:5, 1:6, [11:9]  |
| 3.  | 27. August 2011    | Charleroi            | ITF $10.000 | Sand              | Lu Jia Xiang            | Magdalena Kiszczyńska Karolina Wlodarczak    | 6:3, 6:0          |
| 4.  | 10. Dezember 2011  | Solapur              | ITF $10.000 | Hartplatz         | Lu Jia Xiang            | Isha Lakhani Sri Peddy Reddy                 | 6:0, 7:5          |
| 5.  | 17. Dezember 2011  | Pune                 | ITF $10.000 | Hartplatz         | Lu Jia Xiang            | Tamara Čurović Hanna Schkudun                | 6:76, 6:1, [10:5] |
| 6.  | 24. Dezember 2011  | Pune                 | ITF $25.000 | Hartplatz         | Lu Jia Xiang            | Varatchaya Wongteanchai Varunya Wongteanchai | 6:1, 6:3          |
| 7.  | 7. April 2012      | Antalya              | ITF $10.000 | Hartplatz         | Lu Jia Xiang            | Lucy Brown Tara Moore                        | 6:1, 6:0          |
| 8.  | 5. Mai 2012        | Jakarta              | ITF $10.000 | Hartplatz         | Lu Jia Xiang            | Anna Fitzpatrick Jade Windley                | 6:4, 6:4          |
| 9.  | 6. Juli 2013       | Bangkok              | ITF $10.000 | Hartplatz         | Lu Jia Xiang            | Napaporn Tongsalee Suchanun Viratprasert     | 6:4, 6:4          |
| 10. | 13. Juli 2013      | Bangkok              | ITF $10.000 | Hartplatz         | Lu Jia Xiang            | Lee Pei-chi Varunya Wongteanchai             | 6:4, 6:4          |
| 11. | 9. November 2013   | Phuket               | ITF $15.000 | Hartplatz (Halle) | Lu Jia Xiang            | Peangtarn Plipuech Varunya Wongteanchai      | 6:4, 7:5          |
| 12. | 8. Februar 2014    | Tinajo               | ITF $10.000 | Hartplatz         | Petra Januskova         | Elise Mertens Bernice van de Velde           | 7:5, 5:7, [10:6]  |
| 13. | 28. Juni 2014      | Xi’an                | ITF $50.000 | Hartplatz         | Wang Yafan              | Liang Chen Yang Zhaoxuan                     | 6:3, 7:62         |
| 14. | 23. August 2014    | Oldenzaal            | ITF $10.000 | Sand              | Alison Bai              | Elyne Boeykens Jainy Scheepens               | 3:6, 6:4, [10:6]  |
| 15. | 10. Oktober 2014   | Bangkok              | ITF $25.000 | Hartplatz         | Liu Chang               | Daria Gavrilova Irina Chromatschowa          | 6:4, 6:3          |
| 16. | 15. November 2014  | Mumbai               | ITF $25.000 | Hartplatz         | Ankita Raina            | Nicha Lertpitaksinchai Peangtarn Plipuech    | 6:4, 1:6, [11:9]  |
| 17. | 21. November 2014  | Neu-Delhi            | ITF $50.000 | Hartplatz         | Liu Chang               | Marina Melnikowa Elise Mertens               | 6:3, 6:0          |
| 18. | 4. April 2015      | Antalya              | ITF $10.000 | Hartplatz         | Aljona Sotnykowa        | Martina Caciotti Maria Masini                | 6:2, 6:0          |
| 19. | 24. April 2015     | Shenzhen             | ITF $25.000 | Hartplatz         | Noppawan Lertcheewakarn | Han Na-lae Jang Su-jeong                     | 6:4, 7:5          |
| 20. | 1. Mai 2015        | Nanning              | ITF $25.000 | Hartplatz         | Liu Chang               | Yang Zhaoxuan Ye Qiuyu                       | 1:6, 6:1, [10:8]  |
| 21. | 27. August 2016    | Tsukuba              | ITF $25.000 | Hartplatz         | Akiko Ōmae              | Shiho Akita Miki Miyamura                    | 6:3, 4:6, [10:6]  |
| 22. | 10. März 2017      | Mildura              | ITF $25.000 | Rasen             | Noppawan Lertcheewakarn | Tessah Andrianjafitrimo Shérazad Reix        | 6:4, 1:6, [10:8]  |
| 23. | 2. Juni 2017       | Wuhan                | ITF $25.000 | Hartplatz         | Alison Bai              | Jiang Xinyu Tang Qianhui                     | 6:2, 7:63         |
| 24. | 7. Dezember 2018   | Solapur              | ITF $25.000 | Hartplatz         | Miyabi Inoue            | Sarah Beth Grey Jekaterina Jaschina          | 6:3, 6:3          |
| 25. | 30. Januar 2021    | Andrézieux-Bouthéon  | ITF W60     | Hartplatz (Halle) | You Xiaodi              | Paula Kania-Choduń Katarina Sawazka          | 6:3, 6:4          |
| 26. | 28. Mai 2022       | Tiflis               | ITF W25     | Hartplatz         | Nefisa Berberović       | Arlinda Rushiti Tess Sugnaux                 | 6:2, 4:6, [10:7]  |
| 27. | 1. September 2022  | Triest               | ITF W25     | Sand              | Nika Radišić            | Lucija Ćirić Bagarić Diāna Marcinkēviča      | 7:5, 3:6, [15:13] |
| 28. | 9. September 2022  | Saint-Palais-sur-Mer | ITF W25     | Sand              | Magali Kempen           | Marine Partaud Walerija Strachowa            | 6:4, 6:4          |